# Ludwik Eydziatowicz

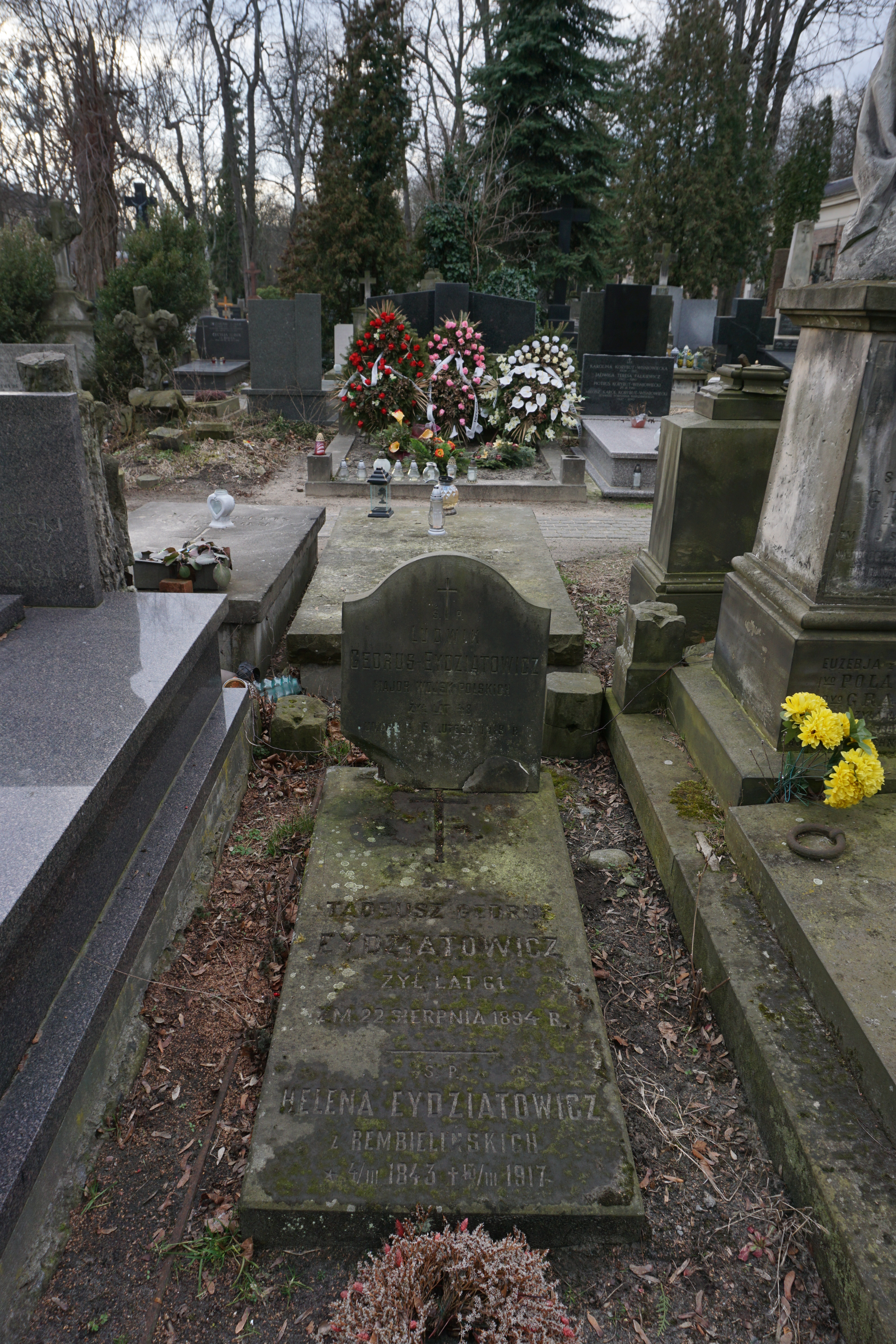
Grób Ludwika Eydziatowicza na cmentarzu Powązkowskim

Ludwik Bogusław Gedrus Eydziatowicz herbu Łuk (ur. 27 marca 1870 w Wereszczynie, zm. 15 lutego 1918 w Warszawie) – polski inżynier mechanik, właściciel ziemski, urzędnik, przemysłowiec, działacz społeczny, major kancelaryjny Legionów Polskich.

## Życiorys
Ludwik Bogusław Eydziatowicz. Pochodził z ziemi chełmskiej. Urodził się 27 marca 1870 w Wereszczynie jako syn obywatela ziemskiego Tadeusza Gedrus Eydziatowicza herbu Łuk (1835-1894) i Heleny z domu Rembielińskiej herbu Lubicz (1850-1917, artystka, jedna z pierwszych propagatorek równouprawnienia kobiet). Jego siostrami była Róża i Helena. Kształcił się w C. K. Gimnazjum św. Anny w Krakowie oraz w C. K. Wyższej Szkole Realnej w Krakowie, gdzie zdał egzamin dojrzałości w 1889. Kształcił się w Instytucie Technicznym w Liège, a następnie od 1896 do 1897 na Wydziale Budowy Maszyn Szkoły Politechnicznej we Lwowie.
Po ojcu odziedziczył dobra ziemskie w guberni kieleckiej. Przez pewien czas był właścicielem ziemskim na ziemi jędrzejowskiej, po czym przeniósł się do Galicji, gdzie został urzędnikiem Banku Krajowego. 14 czerwca 1898 został mianowany asystentem Banku Krajowego. W 1899 był urzędnikiem garbarni akcyjnej w Rzeszowie, a 18 października 1902 został wybrany we Lwowie jednym z jej likwidatorów. Został zatrudniony w Fabryce Wagonów i Maszyn w Sanoku – Kazimierz Lipiński w Sanoku. Uchwałą Rady Miejskiej w Sanoku z 3 sierpnia 1905 został uznany przynależnym do gminy Sanok. Do 1909 był prokurzystą firmy, a 15 czerwca 1909 został dyrektorem fabryki (wpisanej do rejestru 20 grudnia 1909), od 1894 pod nazwą Pierwsze Galicyjskie Towarzystwo Akcyjne Budowy Wagonów i Maszyn, a w 1913 przemianowanego na Polskie Fabryki Maszyn i Wagonów – L. Zieleniewski w Krakowie, Lwowie i Sanoku S. A., Fabryka Sanocka i pozostawał w tej funkcji do 1914. Podczas jego urzędowania doszło do rozwoju fabryki, przy której również założono ochronkę, czytelnię, kółko muzyczne. W dniach 10 i 11 czerwca 1911 odbyły się w Sanoku uroczyste obchody dziesięcioletniej służby Eydziatowicza w sanockiej fabryce. Został prezesem zarządu założonego 24 kwietnia 1904 oddziału Towarzystwa Ligi Pomocy Przemysłowej w Sanoku. W 1904 był likwidatorem Akcyjnej Garbarni w Rzeszowie. Był inicjatorem ustanowienia tablicy pamiątkowej w 500. rocznicę zwycięstwa w Bitwie pod Grunwaldem z 1410 roku umieszczonej na fasadzie Kościoła Przemienienia Pańskiego w Sanoku i odsłoniętej 29 czerwca 1910 lub 15 lipca 1910 roku. Na przełomie lipca i sierpnia 1911 został wiceprezesem rady nadzorczej Domu Handlowo-Przemysłowego w Sanoku. Przed 1914 był delegatem Centralnego Związku Galicyjskiego Przemysłu Fabrycznego na powiat sanocki.
Od 1912 zasiadał w Radzie c. k. powiatu sanockiego jako członek z grupy najwyższego opodatkowania z kategorii handlu i przemysłu, wybrany wówczas członkiem wydziału. Był aktywnym działaczem socjalistycznym, ruchu robotniczego i Polskiej Partii Socjalno-Demokratycznej Galicji i Śląska Cieszyńskiego. Był członkiem komitetu organizacyjnego Krajowy Zjazd Strażacki w Sanoku zorganizowany w lipcu 1904. Został jednym z zastępców dyrektorów Towarzystwa Zaliczkowego w Sanoku. Był członkiem wydziału Towarzystwa Wzajemnych Ubezpieczeń Urzędników Prywatnych w Sanoku. Był członkiem sanockiego gniazda Polskiego Towarzystwa Gimnastycznego „Sokół” w 1912 oraz od 1912 Związku Strzeleckiego i twórcą oddziału ZS we własnym zakładzie. Przy C. K. Sądzie Obwodowym w Sanoku został wybrany przysięgłym zastępcą w 1910 i przysięgłym głównym w 1913. Przed 1914 zasiadał w wydziale szkolnym Przemysłowej Szkoły Uzupełniającej w Sanoku-Posadzie Olchowskiej. Wspierał finansowo Polski Skarb Wojskowy.
Po wybuchu I wojny światowej w 1914 został członkiem Powiatowego Komitetu Narodowego (PKN) w Sanoku. W tym czasie był współorganizatorem wojsk polskich w Sanoku. 14 sierpnia 1914 wraz z synem udał się do Krakowa celem zespolenia z oddziałami strzeleckimi. Tam został pierwszym komendantem placu Legionów Polskich. 22 sierpnia 1914 objął stanowisko komisarza z ramienia Rządu Narodowego na obszarze powiatu jędrzejowskiego, a po jego zlikwidowaniu działał w Departamencie Wojskowym Naczelnego Komitetu Narodowego i pełnił rolę łącznika DW NKN z kwaterą Naczelnego Dowództwa Armii w Cieszynie (tam był komendantem placu) i z Komendą Legionów Polskich. Był komisarzem Polskiej Organizacji Narodowej w 1914. Na początku września 1914 wraz z urzędnikiem sanockiej fabryki, Juliuszem Bruną, przyjął tamże przebywający w Sanoku Legion Wschodni. Został awansowany do stopnia kapitana kancelaryjnego 2 stycznia 1915. Później służył jako komendant placu w Krakowie, a następnie komendant placu w Ostrawie, referent w Komendzie Grupy Legionów Polskich w Piotrkowie Trybunalskim, po czym od stycznia 1916 w ramach ekspozytury austro-węgierskiego reprezentanta NKN stworzonej przy niemieckim Generalnym Gubernatorze w Warszawie. Służył w werbunku legionowym: jako kierownik biura werbunkowego kolejno w Sławkowie i Dąbrowie Górniczej, jako kierownik centralnego biura werbunkowego w Radomsku, jako zastępca Komendanta Grupy Legionów Polskich w Kozienicach. Od 19 do 29 sierpnia 1916 był przydzielony jako komendant obozu Legionów Polskich w Dęblinie. W stopniu kapitana 19 listopada 1916 został mianowany przez Departament Wojskowy w Piotrkowie inspektorem okręgu warszawskiego w zakresie mianowań oficerów do objęcia posterunków werbunkowych. Otrzymał awanse oficerskie i został skierowany do służby werbunkowej, mimo że wcześniej nie posiadał żadnego kształcenia wojskowego. W grudniu 1916 został awansowany na stopień majora kancelaryjnego od 1 listopada 1916. Służył w Krajowym Inspektoracie Zaciągu Polskiej Siły Zbrojnej. Od 6 kwietnia 1917 sprawował stanowisko kierownika I Głównego Urzędu Zaciągu (GUZ) w Warszawie. W tym charakterze przewodniczył komisji weryfikującego ochotników do wojsk polskich pochodzących z obu zaborów. W pierwszej połowie 1917 w imieniu warszawskiego środowiska oświatowego zwrócił się do zarządu miasta Lwowa o wypożyczenie Panoramy Racławickiej do Warszawy.
Ludwik Eydziatowicz popełnił samobójstwo 15 lutego 1918 w Hotelu Europejskim w Warszawie strzelając sobie z rewolweru w głowę; został znaleziony następnego dnia rano. Major pozostawił list pożegnalny, w którym jako motywy rozpaczliwego kroku miał podać przejścia moralne, spowodowane wydarzeniami dni ostatnich, a dokładnie rozpaczą z powodu klęski narodowej, z powodu czwartego rozbioru. Ilustrowany Kuryer Codzienny zwrócił uwagę na kontekst kwestii spornego terenu Chełmszczyzny (niem. „das strittige Cholmland” na obszarze Królestwa Polskiego), protestów Polaków w tym zakresie oraz rzekomo wynikłego z tego samobójstwa mjr. Eydziatowicza, popełnionego z rozpaczy z powodu nieszczęść swego narodu. Czasopismo „Panteon Polski” w wydaniu z 1925 podało, iż powodem odebrania sobie życia był fakt, że Eydziatowicz nie mógł znieść ostatnich przejść w Legionach. Inne doniesienia prasowe z 1918 poinformowały o nagłym zgonie bez podania przyczyny. Inne źródła i autorzy podawali niejednolite tło samobójstwa: Muzeum Józefa Piłsudskiego w Sulejówku wskazało defraudację pieniędzy skarbowych, Alojzy Zielecki zwrócił uwagę na załamanie majora po kryzysie przysięgowym, Wacława Milewska opisała to jako rodzaj reakcji legionistów na postanowienia tzw. traktatu brzeskiego, zaś inne źródło wymieniło przesilenie w Legionach jako przyczynę. 19 lutego 1918, po mszy św. w kościele garnizonowym odprawionej przez ks. kapelana legionowego Władysława Antosza, oraz pogrzebie gromadzącym tłumy ludności, w tym wszystkich oficerów sztabowych, przedstawicieli POW, przy udziale kompanii honorowej, Ludwik Eydziatowicz został pochowany na cmentarzu Powązkowskim w Warszawie (położenie nagrobka: kwatera 166, rząd 3, miejsce 13).
Osoba Ludwika Eydziatowicza cieszyła się poważaniem i zaufaniem w szeregach legionistów. Wzmianka o nim pojawiła się w tekście „Kolędy Legionowej z 1916”. Wyrazem szacunku dla majora był liczny udział wojskowych oraz ludności w jego pogrzebie. Wizerunek pośmiertny Ludwika Eydziatowicza w formie plakiety pamiątkowej, którą wykonał Kazimierz Chodziński, został przekazany do Muzeum Narodowego w Krakowie (wcześniej w Kozienicach portret mjr. Eydziatowicza wykonał Wiktor Gutowski). W 1938 pośmiertnie Ludwik Eydziatowicz został odznaczony Medalem Niepodległości.
Jego żoną została Jadwiga z domu Zaleska (córka lekarza, we wrześniu 1896 w Kościele Wizytek w Warszawie ślubu udzielił im ks. Władysław Szcześniak, wiceregens seminarium warszawskiego), która podczas I wojny światowej służyła w Samarytaninie Polskim; w okresie II Rzeczypospolitej zamieszkiwała przy ul. Sołtyka 4 w Krakowie. Mieli syna Krzysztofa Maurycego (1897-1961), który także był żołnierzem Legionów Polskich, a po wojnie został oficerem Wojska Polskiego i działaczem radiowym.